# Дружно вперед
«Дружно вперед» — культурно-громадський літературний ілюстрований місячник. Заснований як орган Культурної спілки українських трудящих у Чехословаччині. Виходив од вересня 1951 до 1995 року. Редакція містилася в м. Пряшів (нині м. Пряшів, Словаччина). 1956–58 — двотижневик. Від 1963 року видавався також педагогічний додаток для україномовних шкіл Словаччини «Школа і життя». Із 1990 видавцем щомісячника став Союз русинів-українців Чехословаччини, після 1993 — Союз русинів-українців Словацької Республіки.
В різні періоди журнал редагували В.Копчак, А.Стефанко, В.Дацей, Г.Чаварга, Ю.Дацко, Г.Тренчені та ін. Художніми редакторами були Л.Цупер, Р.Білоус. Серед постійних авторів: О.Рудловчак, О.Лазорик, М.Мушинка, Ю.Бача, Ю.Матяшевська, Л.Довгич, Б.Іванчов та ін. Друкувалися інформаційні матеріали про культурні події (фестивалі народної творчості, театральне життя) в середовищі українців Чехословаччини, художні твори місцевих авторів та письменників з України, етнографічні, діалектологічні записи, краєзнавчі розвідки, некрологи громадських і культурних діячів, рецензії на українські книжки, давалися сільськогосподарські поради для селян. Публіцистичні матеріали до 1989 року були заідеологізованими, проте досить вправне мовне редагування давало можливість протистояти асиміляції українського населення краю.